# Anglia de Est
Regatul Angliei de Est sau Regatul Anglilor de Est a fost unul dintre regatele medievale al anglo-saxonilor, care a făcut parte din așa-zisa Heptarhie. Numele evoca regiunea de origine a Anglilor, Angeln din nordul Germaniei, situată în estul Angliei actuale, în Norfolk și Suffolk.
Regatul a fost înființat în 520 prin unirea teritoriilor North și South Folk (Poporul din Nord și Poporul din Sud). În jurul anului 616, în urma unei victorii contra Northumbriei Regele Angliei de Est a devenit cel mai puternic rege din Heptarhie. În jurul anului 794 în urma a două înfrângeri succesive în fața Merciei acest regat preia controlul Angliei de Est dar independența a fost restaurată în urma revoltei din (825-827). În 870 Danezii preiau controlul regatului terminând astfel independeța acestuia.